# Гол мрежест охлюв
Гол мрежест охлюв (Deroceras reticulatum) е вид сухоземен гол охлюв от семейство Limacidae. Видът е вредител на земеделските култури.

## Разпространение
Deroceras reticulatum е разпространен в Европа, Северна Африка и атлантическите острови. Той се среща широко в Европа, но в югоизточната част на континента е ограничен до обработваемите полета със земеделски култури като вероятно отсъства в планинските райони на Гърция и България. Видът е нашественик за България, но вероятно неговото интродуциране в страната е станало отдавна. Интродуциран е и в страни от Южна Америка, САЩ, Тасмания и Нова Зеландия. В целия си ареал е познат предимно от синантропни местообитания и обработваеми земи. Видът е широко толерантен към условията на средата. Обитава открити биотопи.

## Описание
Видът не притежава черупка, а дължината на тялото варира от 40 до 60 mm. Цветът също силно варира – основно е кафеникав като зад мантията има по-тъмни ивици, които му придават мрежест вид на окраската.

## Начин на живот
Размножава се през втората половина на лятото или началото на есента, като повечето възрастни презимуват и снасят яйца напролет, след което в края на лятото умират. Храни се със зелени и гнили растения, плодове, грудки, корени, животински изпражнения. Опасен вредител, който при благоприятни условия може напълно да унищожи реколтата.